# سفارة قطر في لندن
تقع سفارة قطر في 1 شارع ساوث أودلي في مايفير، لندن، وهي البعثة الدبلوماسية لدولة قطر في المملكة المتحدة. تقع السفارة في منزل من ثلاثة طوابق مدرج من الدرجة الثانية صممه المهندس المعماري فريدريك بيبس كوكريل واكتمل بعد وفاته من قبل جورج أيتشيسون.
تم تزيين الجزء الخارجي من المنزل بشكل غني بإفريز من الطين.
كما تحتفظ قطر بقسم ثقافي وعسكري في 21 Hertford Street، Mayfair وقسم صحي في 30 Collingham Gardens ،South Kensington.
في 2013 كان هناك احتجاج خارج السفارة ضد سوء المعاملة المزعوم للعمال الوافدين في قطر.

## معرض صور

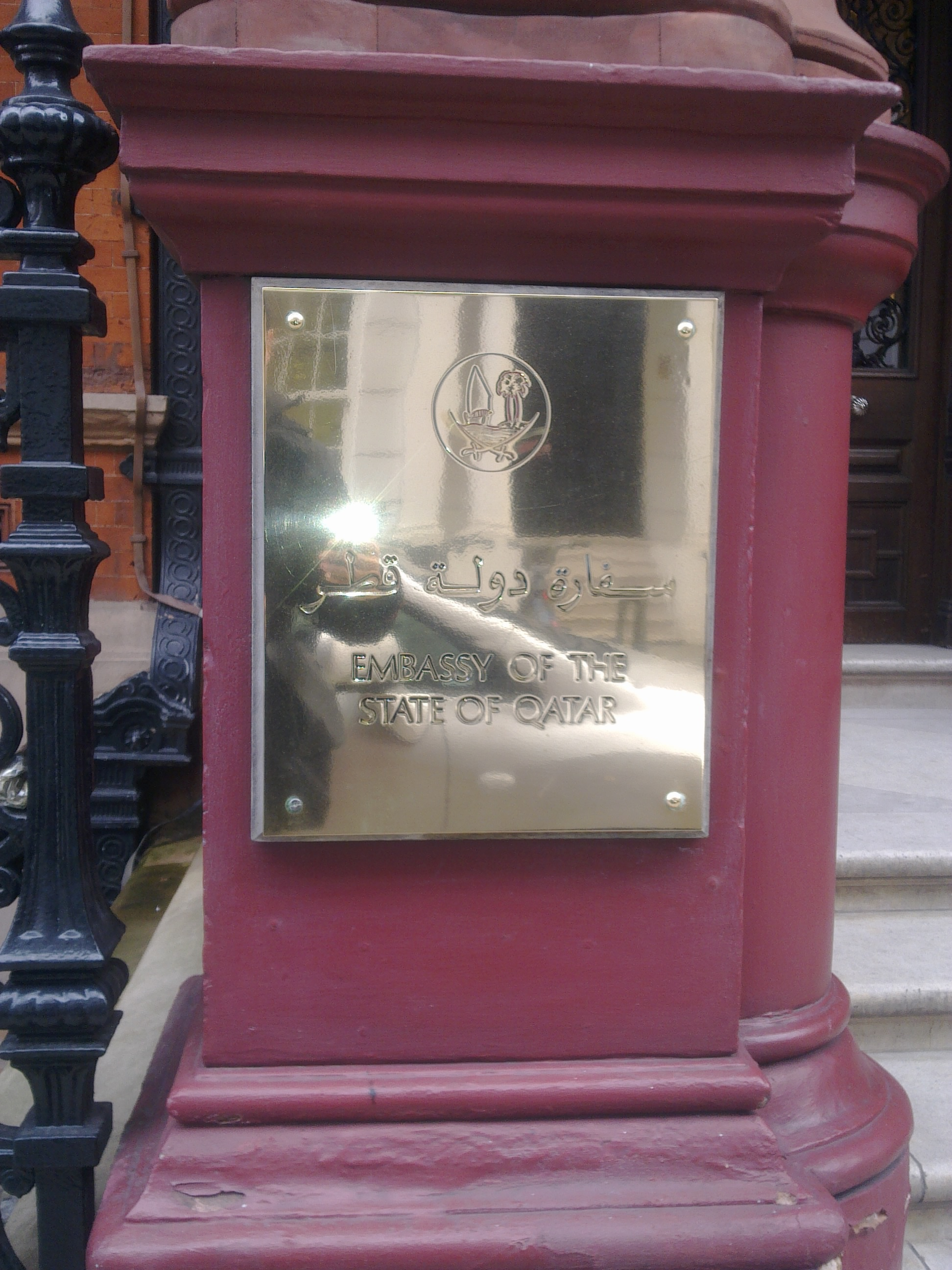
لوحة خارج السفارة باللغتين العربية والإنجليزية تصور شعار دولة قطر

## روابط خارجية
- الموقع الرسمي
- Photo gallery of the embassy building
- Information and photos of the embassy building